# ألفرد نقاش
ألفرد جورج نقَّاش (1888 - 1978)، تولى رئاسة لبنان خلال فترة الانتداب الفرنسي من 9 أبريل 1941 إلى 18 مارس 1943. كما عمل رئيسا لوزراء لبنان بعد استقالة إميل إده.

## مؤلفاته
له مؤلفات:
- «مذكرات عن الرئاسة»
- مجموعة خطب نيابية
- «ظلال الأيام»، ديوان شعر

## وصلات خارجية
- ألفرد نقاش على موقع أرشيف الشارخ.
- لبنان خلال الحرب العالمية الثانية. إعداد: د.شادية علاء الدين.
- تاريخ الأزمات والرئاسات في لبنان منذ الاستقلال

| المناصب السياسية   | المناصب السياسية                                                                    | المناصب السياسية     |
| ------------------ | ----------------------------------------------------------------------------------- | -------------------- |
| سبقه عبد الله بيهم | رئيس وزراء الجمهورية اللبنانية 7 نيسان (أبريل) 1941 - 26 تشرين الثاني (نوڤمبر) 1941 | تبعه أحمد بك الداعوق |
| سبقه إميل إدِّه      | رئيس الجمهورية اللبنانية 9 نيسان (أبريل) 1941 - 18 آذار (مارس) 1943                 | تبعه أيوب ثابت       |